# Jelgavska palača
Jelgavska palača (latvijsko Jelgavas pils) ali zgodovinsko palača Mitau (latvijsko Mītavas pils, nemško Schloss Mitau) je največja palača v baročnem slogu v baltskih državah. Zgrajena je bila v 18. stoletju po zasnovi Bartolomea Rastrellija kot rezidenca kurlandskih vojvod v njihovem glavnem mestu Mitau (današnja Jelgava v Latviji). Kurlandski vojvode so imeli tudi Rastrellijevo poletno palačo, približno 40 kilometrov jugovzhodno, imenovano  Rundāle.

## Zgodovina
Gradnja palače se je začela leta 1738 na otoku med reko Lielupe in njenimi kraki Na tem mestu je bilo prebivališče nekdanjih kurlandskih vojvod iz rodbine Kettler in pred tem srednjeveški grad, ki je pripadal Livonskemu redu.
Po padcu Ernsta Johanna von Birona leta 1740 so bila vsa gradbena dela ustavljena, čeprav streha palače še ni bila dokončana. Večino gradbenega materiala in notranjih elementov so preselili v Sankt Peterburg, kjer jih je Rastrelli uporabil pri gradnji drugih palač. Dela so se nadaljevala po Bironovi vrnitvi iz izgnanstva leta 1762. Vendar se je vojvoda zaradi finančnih težav preselil v palačo šele leta 1772, čeprav je v mnogih sobah še vedno potekala notranja dekoracija. Poleg Rastrellija (ki je s smrtjo svoje zavetnice, cesarice Elizabete, izgubil posel v Sankt Peterburgu), je pri projektu sodeloval tudi danski arhitekt Severin Jensen , ki je dal palači pridih klasičnosti.
Po končani gradnji leta 1772 je v palači vojvoda živel šest mesecev. Leta 1779 je njegov naslednik Peter von Biron v palači gostil slavnega pustolovca Alessandra Cagliostra. Leta 1788 je bil del palače poškodovan v požaru.
Potem ko je leta 1795 Ruski imperij prevzelo Kurlandijo, je palača služila kot zatočišče za francoske kraljevske člane, ki so bežali pred francosko revolucijo. Ludvik XVIII. Francoski je z družino živel v palači med letoma 1798 in 1800. Tu se je leta 1799 Marie-Thérèse-Charlotte Francoska poročila z Louisom Antoineom, vojvodo Angoulême. Kasneje od leta 1804 do leta 1807 je Louis živel inkognito v palači. Francoski kraljevski člani so poskušali poustvariti dvorno življenje Versaillesa v Jelgavi, kjer je še vedno živelo veliko starih dvorjanov, ki so ponovno vzpostavili vse dvorne slovesnosti, vključno z vstajanjem in spanjem (ceremonije, ki so spremljale prebujanje oziroma odhod v posteljo)
V začetku 19. stoletja je palača postala rezidenca generalnega guvernerja Kurlandije. V palači je bila kratek čas leta 1812 po Napoleonovi invaziji na Rusijo vlada obnovljenega vojvodstva Kurlandija in Semigalia, ki jo je vodil grof von Medem. Po napoleonskih vojnah je palačo spet zasedla uprava guvernorata Kurlandija, ki je bila tam do leta 1915. Leta 1815 je severni del palače spet poškodoval požar.
Notranja dekoracija palače je bila uničena leta 1919, ko je palačo oropala in požgala umikajoča se zahodnoruska prostovoljna vojska pod poveljstvom Pavla Bermondta-Avalova. Kasneje je palača postala last Latvijske republike in začela se je velika rekonstrukcija in obnova. V palači je bila ustanovljena nova Kmetijska akademija Jelgava, ki se je odprla jeseni 1939.
Od leta 1941 do poletja 1944 je bila palača rezidenca Gebietskommissarja von Mitau Walterja von Medema. Palača je v drugi svetovni vojni utrpela veliko škodo med bitkami za Jelgavo poleti 1944. Tako kot številne druge zgodovinske stavbe v Jelgavi je bila palača med močnim obstreljevanjem in uličnimi spopadi skoraj popolnoma uničena. Zunanjost palače je bila obnovljena med letoma 1956 in 1964, notranjosti pa ne. Po obnovi je bila v palači spet Latvijska kmetijska akademija (danes Latvijska univerza za znanost o življenju in tehnologijah); danes je v njej univerzitetna uprava in tri fakultete.

## Arhitektura
Jelgavska palača ne velja za eno boljših Rastrellijevih del. Kritiki opažajo dolgočasno zasnovo fasade, ki nima ritmične raznolikosti in plastičnega bogastva, kar je zaznamovalo Rastrellijeva dela v obdobju cesarice Elizabete. Prav tako, netipično za Rastrellija, palača ni imela vrta; niti častno dvorišče prvotno ni bilo zaprto, namesto da bi gledalo na urbano panoramo Jelgave.
Prvotno je bila palača sestavljena iz dveh kril, povezanih z glavno stavbo, ki sta oblikovala U-obliko. Leta 1937 je Eižens Laube dodal četrto stavbo, ki je učinkovito zaprla obod.
Značilnosti posebnega zgodovinskega pomena so grobnice grofov Kurlandije v jugovzhodni kleti. Tam so bili med letoma 1569 in 1791 pokopani vsi kurlandski vojvode iz rodbin Kettler in Biron. V sobah je 21 sarkofagov in devet lesenih krst. Kripta je bila preseljena v palačo leta 1819.